# Hugo Sofovich

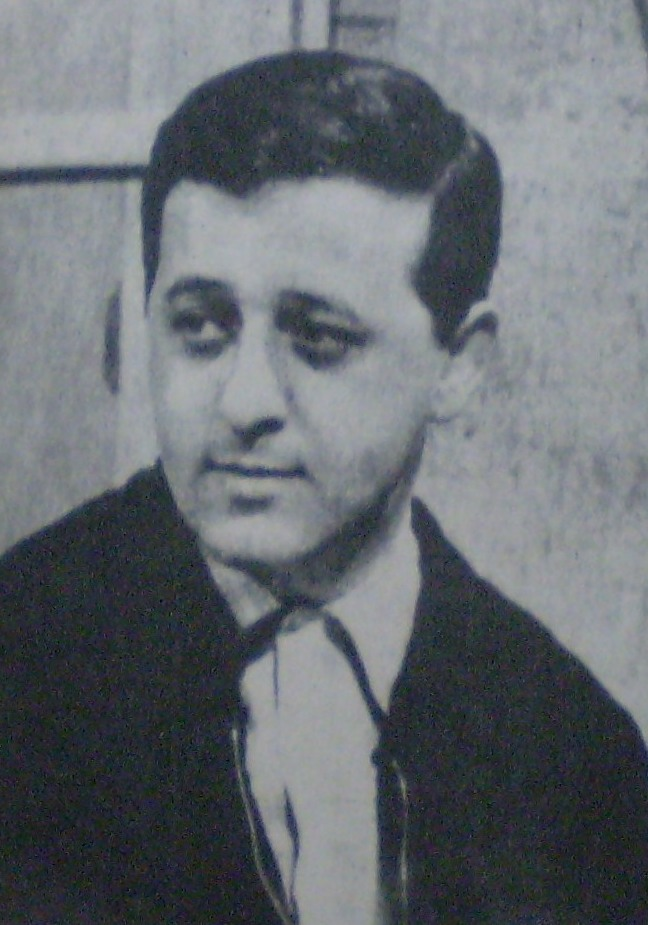
Hugo en 1970.

Hugo Alberto Sofovich, né à Buenos Aires le 18 décembre 1939, mort dans cette même ville le 12 janvier 2003, est un réalisateur, scénariste et producteur de cinéma argentin ; il a aussi été metteur en scène au théâtre.

## Biographie
Hugo est le fils du journaliste Manuel Sofovich (es) et le frère cadet du producteur et scénariste Gerardo Sofovich (es), tous descendants d'immigrants juifs russes.
Dès 1955, il collabore avec son frère Gerardo à la revue La verdad en cine. 
En 1963, il commence comme scénariste à la télévision avec son frère, dans Balamicina, un programme de Carlos Balá ; avant de lancer leur propre programme, Operación Ja-Já.
Au milieu des années 1970, il s'écarte de son frère, et se lance dans la réalisation au cinéma avec La noche del hurto.
Dans le même temps, il se lance dans la sculpture, dans les circuits de l'art d'avant-garde et de l'art pauvre. Sa contribution a marqué l'artiste Mariano Combi.
En 1981, il revient à la télévision avec le programme No toca botón. Au printemps 1988, il écrit le scénario de la comédie Éramos tan pobres, avec Alberto Olmedo (es).
En 1990, il écrit le scénario de Basta para mí et en 1997, son dernier film est La herencia del tío Pepe. 
A la télévision, son dernier programme humoristique sera  Rompeportones.
Il meurt le 12 janvier 2003 d'une complication du cancer du pancréas qui l'affectait depuis 2000.

### Vie familiale
Il épouse Celia Mijalevich.

## Filmographie

### Réalisateur
- 1976 : La noche del hurto (es)
- 1977 : Un toque diferente (es)
- 1979 : Custodio de señoras (es)
- 1979 : Expertos en pinchazos (es)
- 1979 : El rey de los exhortos (es)
- 1980 : Así no hay cama que aguante (es)
- 1980 : A los cirujanos se les va la mano (es)
- 1980 : Departamento compartido (es)
- 1981 : Te rompo el rating (es)
- 1981 : Las mujeres son cosa de guapos (es)
- 1981 : Amante para dos (es)
- 1982 : Un terceto peculiar (es)
- 1985 : El telo y la tele (es)
- 1987 : El manosanta está cargado (es)
- 1997 : La herencia del tío Pepe (es)

### Scénariste
- 1973 : Los caballeros de la cama redonda (es)
- 1973 : Los doctores las prefieren desnudas (es)
- 1974 : Los vampiros los prefieren gorditos (es)
- 1976 : La noche del hurto (es)
- 1977 : Un toque diferente (es)
- 1978 : La fiesta de todos (es)
- 1979 : Custodio de señoras (es)
- 1979 : Expertos en pinchazos (es)
- 1979 : El rey de los exhortos (es)
- 1980 : Así no hay cama que aguante (es)
- 1980 : A los cirujanos se les va la mano (es)
- 1980 : Departamento compartido (es)
- 1981 : Te rompo el rating (es)
- 1981 : Las mujeres son cosa de guapos (es)
- 1981 : Amante para dos (es)
- 1982 : Un terceto peculiar (es)
- 1987 : El manosanta está cargado (es)
- 1997 : La herencia del tío Pepe (es)

### Acteur
- 1980 : Departamento compartido (es)

### Producteur
- 1977 : Un toque diferente (es)

## Théâtre
- 1980 : A esta revista le falta un tornillo, mise en scène, avec Bettina Vardé
- 1984 : La patota revistera, mise en scène, au Teatro Tabarís
- 1984 : La revista del paro general, mise en scène, au Teatro Tabarís
- 1985 : Bombas las del Tabarís, mise en scène, au Teatro Tabarís
- 1989 : Aquí está el show, mise en scène